# Ihor Jaworski
Ihor Petrowycz Jaworski, ukr. Ігор Петрович Яворський, ros. Игорь Петрович Яворский, Igor Pietrowicz Jaworski (ur. 9 czerwca 1959 we wsi Murowane, w obwodzie lwowskim) – ukraiński piłkarz, grający na pozycji napastnika, trener piłkarski.

## Kariera piłkarska

### Kariera klubowa
Rozpoczął karierę piłkarską w amatorskiej drużynie Sokił Lwów, skąd przeszedł do Nywy Podhajce a potem do Kołosu Pawłohrad. W 1982 został zaproszony do pierwszoligowego Metalista Charków. Jednak po 6 meczach doznał kontuzji kolana i wrócił do Pawłohradu. Po sezonie w Nywie Tarnopol w 1986 ponownie zaproszony do Metalista Charków. Wrócił po raz drugi do Nywy Tarnopol. W 1988 zaliczył sezon w Gurii Lanczchuti, która walczyła o awans do pierwszej ligi. W 1989 ustanowił rekord Wtoroj Ligi Mistrzostw ZSRR, strzelając 35 goli w 49 meczach. W latach rozpadu ZSRR występował w zagranicznych klubach Chemlon Humenné oraz Bolidens FFI. Po zaproszeniu trenera Weresa Równe Dońca od marca 1993 do maja 1994 bronił barw tego klubu w Wyszczej Lidze Mistrzostw Ukrainy. W październiku 1994 powrócił do Nywy Tarnopol. Ogółem w Nywie Tarnopol strzelił 152 goli, wychodząc na boisko 272 razy. W 1997 zakończył karierę piłkarską w wieku 38 lat.

## Kariera trenerska
Po zakończeniu kariery zawodniczej rozpoczął pracę trenerską. W latach 1997–1998 był na stanowisku głównego trenera Nywy Tarnopol. W 1999 trenował Prykarpattia Iwano-Frankiwsk potem ponownie Nywę Tarnopol. Również pracował z takimi zespołami jak Karpaty Lwów, Metałurh Donieck i Metałurh Zaporoże. W sierpniu 2009 został zaproszony na stanowisko głównego trenera w FK Lwów, z którym pracował do listopada 2009. 18 czerwca 2012 ponownie objął stanowisko głównego trenera Nywy Tarnopol. 16 marca 2014 roku został zwolniony z tej funkcji. Od lutego 2015 pracuje jako główny trener kanadyjskiego Atomic Select Soccer Club.

## Nagrody i odznaczenia
- tytuł Mistrza Sportu Ukrainy: 1995